# Pruebas de escalabilidad
En informática, se conocen como pruebas de escalabilidad a aquellas pruebas no funcionales que permiten determinar el grado de escalabilidad que tiene un sistema. Se entiende como escalable la capacidad que tiene el sistema para que, sin aplicar cambios drásticos en su configuración, pueda soportar el incremento de demanda en la operación.
Un ejemplo de escalabilidad es si el sistema soporta la agregación de un nodo extra en su esquema de balanceo en la capa aplicativa o de base de datos, o un incremento en la memoria RAM o CPU´s en su infraestructura.